# ابی کلی
ابی کلی (انگلیسی: Abby Kelley Foster؛ ۱۵ ژانویه ۱۸۱۱ – ۱۴ ژانویهٔ ۱۸۸۷) اهل ایالات متحده آمریکا یک اصلاح طلب اجتماعی بود که از دهه ۱۸۳۰ تا ۱۸۷۰ فعال بود. او تبدیل به یک سرمایه‌گذار، مدرس و عضو کمیته برگزاری انجمن تأثیرگذار انجمن ضد بردگی آمریکا شد، جایی که او با ویلیام لیولد گریسون و دیگر رادیکال‌ها کار می‌کرد. او با استفان سیمونز فاستر، یکی از اعضای انحصاری و استاد، ازدواج کرد و هر دو برای حقوق برابر برای زنان و بردگان / آفریقایی آمریکایی کار می‌کرد.